# Györe
Györe is een plaats (község) en gemeente in het Hongaarse comitaat Tolna. Györe telt 769 inwoners (2001).